# Абдисса Ага
Абдисса Ага (ок. 1920 или 1922 (по эфиопскому календарю указывается обычно 1928 год, что соответствует 1920) — после 1974) — эфиопский военный деятель, партизан времён Второй мировой войны, сражавшийся на территории Италии, и впоследствии телохранитель императора. В современной Эфиопии его личность пользуется большой популярностью, однако в его биографии на основании имеющихся источников тяжело отделить правду от романтического вымысла.
Абдисса Ага принадлежал к народу оромо, родился в области Веллэга Оромии. В 12-летнем возрасте якобы отправился в Аддис-Абебу, чтобы просить помилования для своего отца, приговорённого к смерти из-за убийства родного брата; в итоге отец всё же был казнён. В 1936 году, когда ему было 14 или 16 лет, вступил в ряды абиссинской (так тогда называлась Эфиопия) армии и участвовал в войне против Италии; попал в плен к итальянцам и был вывезен в концентрационный лагерь на Сицилии. В 1941 году в этом лагере оказалось некоторое количество югославских пленных, отправленных туда после Апрельской войны. Абдисса Ага познакомился с капитаном югославской армии Юлианом и совместно с ним решил устроить побег; вскоре они привлекли к своей идее ещё двенадцать заключённых. Их побег (во время которого Ага и Юлиан убили двух охранников и переоделись в их форму) прошёл успешно, причём в лагере им удалось захватить некоторое количество оружия; после некоторого времени базирования в сицилийских лесах они переправились на материковую Италию, где расширили свой отряд и нападали на концлагеря, освобождая заключённых, банки и склады (с целью добычи нового оружия). Ага считался лидером отряда. В 1944 году их группа якобы участвовала во взятии союзниками Рима (при этом сам Ага якобы въехал в город на джипе, размахивая эфиопским флагом), после чего была переправлена ими в Германию для проведения там секретных операций, и в 1945 году Абдисса Ага якобы даже побывал в Берлине в составе союзных войск (после взятия города Советской армией). Согласно легенде, военные руководители армий США, Великобритании и Франции, восхищённые боевыми качествами Абдиссы Аги, предлагали ему службу в своих армиях, однако тот отказался, заявив, что предпочитает вернуться на родину и служить императору Хайле Селассие I, после чего якобы оскорбившиеся союзники обвинили его в масштабном мародёрстве во время партизанской деятельности и заключили в тюрьму, но в итоге Абдисса Ага был освобождён по ходатайству некого британского генерала и смог вернуться в Эфиопию.
По возвращении на родину его якобы лично приветствовал император. Первоначально Абдисса Ага поступил на службу в военное министерство под начало раса Абебе Аригая, но испугавшиеся его влияния военные направили учиться в военную академию в Холете, где, однако, проучился лишь несколько месяцев и быстро получил звание лейтенанта. Известно, что Абдисса Ага участвовал в подавлении мусульманских восстаний в Огадене, долгое время имел звание капитана, а за несколько лет до революции 1974 года получил звание полковника и стал одним из личных телохранителей императора. Считается, что он умер спустя несколько лет после свержения Хайле Селассие I, но обстоятельства его смерти не установлены.